# ムハドフ
ムハドフ(MuhadowまたはMuhadovまたはMukhatov）（女性形 MuhadowaまたはMuhadova、 ロシア語: Муха́дов  ）は、ロシア化されたトルクメン語の姓である。 
ムハドフの名を持つ人は、以下の通り。 
- ヴェリ・ムハトフ（英語版） （1916年-2005年） - ソビエトおよびトルクメニスタンの作曲家
- チャーヤ・ムハトフ（英語版） （1969年生まれ） - トルクメニスタンのフットボール選手
- アザット・ムハドウ（英語版） （1981年生まれ） - トルクメニスタンのフットボール選手
- スレイマン・ムハドフ （1993年生まれ） - トルクメニスタンのフットボール選手